# Mardonios
Mardonios (altpersisch Marduniya, persisch Mrdunya, griechisch Μαρδόνιος (Mardónios) lateinisch Mardonius; † 479 v. Chr.) war ein persischer Feldherr des Achämenidenreichs im 6. und frühen 5. vorchristlichen Jahrhundert.
Er war ein Sohn des Verschwörers Gobryas und mütterlicherseits ein Neffe des Großkönigs Dareios I. Er selbst heiratete eine Tochter des Großkönigs namens Artazostre und wurde damit ein Schwager seines Cousins Xerxes I.
Mardonios führte den ersten Perserzug 492 v. Chr. gegen Thrakien und Makedonien. Er wurde mit einer Flotte und einem Landheer ausgeschickt, um die Griechen dem persischen Reich zu unterwerfen. Nachdem er, um die Griechen durch gütliche Mittel und Freundschaft zu gewinnen, in den ionischen Städten die demokratischen Verfassungen wiederhergestellt hatte, zog er über den Hellespont nach Makedonien. An dessen Küste scheiterte seine Flotte am Berg Athos, während das Landheer durch die Bryger große Verluste erlitt, worauf Mardonios nach Asien zurückkehrte.
Während des zweiten Perserkrieges unter Xerxes I., seinem Vetter, im Jahr 480 v. Chr. setzte er sich – wie Herodot berichtet – nachdrücklich und entgegen dem Rat von Xerxes’ erfahrenem Onkel Artabanos für den Feldzug, den dritten Perserzug, ein, den er auch plante.
Er erhielt den Oberbefehl über das persische Landheer, das in Griechenland eindrang. Nach der Niederlage der persischen Flotte in der Schlacht von Salamis blieb Mardonios mit einem großen Heer in Thessalien, wo er überwinterte. 479 rückte er wieder nach Hellas ein, zerstörte Athen ein zweites Mal, wurde aber im September von den Griechen unter der Führung des Spartaners Pausanias in der Schlacht von Plataiai besiegt und fiel durch die Hand des Spartaners Aeimnestes.